# Онацьке
Она́цьке —  село в Україні, у Комишнянській селищній громаді Миргородського району Полтавської області. Населення становить 145 осіб. До 2020 року орган місцевого самоврядування — Остапівська сільська рада.

## Географія
Село Онацьке знаходиться за 0,5 км від села Верхня Будаківка та за 1 км від села Панченки. По селу протікає пересихаючий струмок з загатою.